# سناء ناكاهارا
سناء ناكاهارا (باليابانية: 中原早苗؛ بالكانا: なかはら さなえ) هي ممثلة يابانية، ولدت في 31 يوليو 1935 في Yotsuya-ku ‏، وتوفيت في 15 مايو 2012.

## وصلات خارجية
- سناء ناكاهارا على موقع IMDb (الإنجليزية)
- سناء ناكاهارا على موقع قاعدة بيانات الفيلم (الإنجليزية)